# Colmar von der Goltz
Baron Wilhelm Leopold Colmar von der Goltz (tudi Goltz Paša), nemški feldmaršal in vojaški zgodovinar, * 12. avgust 1843, † 19. april 1916.
Goltz je najbolj znan po reformi oboroženih sil Osmanskega imperija, zaradi česar je prejel častni naziv paša in bil povišan v muširja. 